# Hiatus saphène
Le hiatus saphène est un orifice aponévrotique situé dans le membre inférieur au niveau de la cuisse. 

## Description
Le hiatus saphène est l'ouverture ovale située dans la partie médiane supérieure du fascia lata de la cuisse dans le fascia cribriformis. Il se trouve 3-4 cm en dessous et latéralement du tubercule pubien et mesure environ 3 cm de long et 1,5 cm de large. C'est l'orifice le plus important du fascia criblé.
Il donne passage à la veine saphène interne.
Le bord est constitué de l'épaississement aponévrotique du fascia criblé en forme de faux constituant le bord falciforme du hiatus saphène ou ligament [d'Allan] Burns ou ligament falciforme de Burns ou ligament de Hey.
La crosse de la veine saphène interne repose sur la corne inférieure du rebord falciforme du hiatus saphène, la corne supérieure du rebord falciforme du hiatus saphène passant au-dessus de la veine.
Le bord du hiatus se fond avec la tunique externe de la veine.

## Aspect clinique
La hernie crurale qui est une saillie d'un organe intra-abdominal (généralement l'intestin grêle ) traverse séquentiellement l'anneau fémoral, le canal fémoral et le hiatus saphène.

## Images supplémentaires

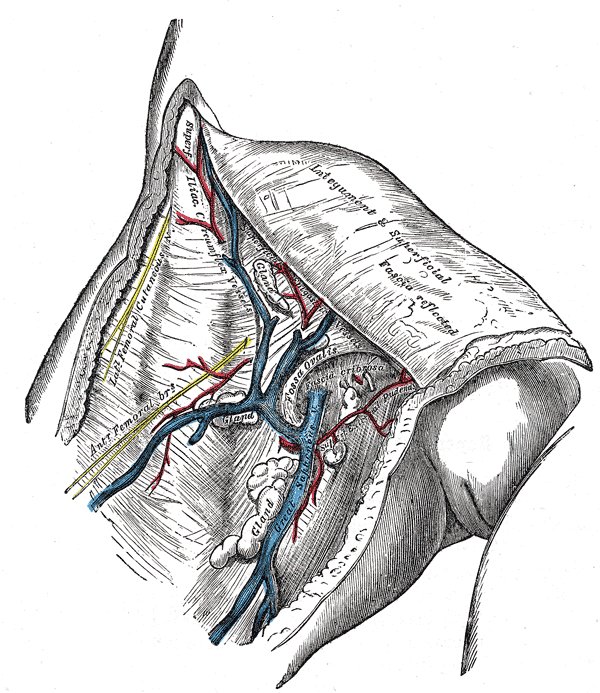
La grande veine saphène et ses affluents à la fosse ovale.
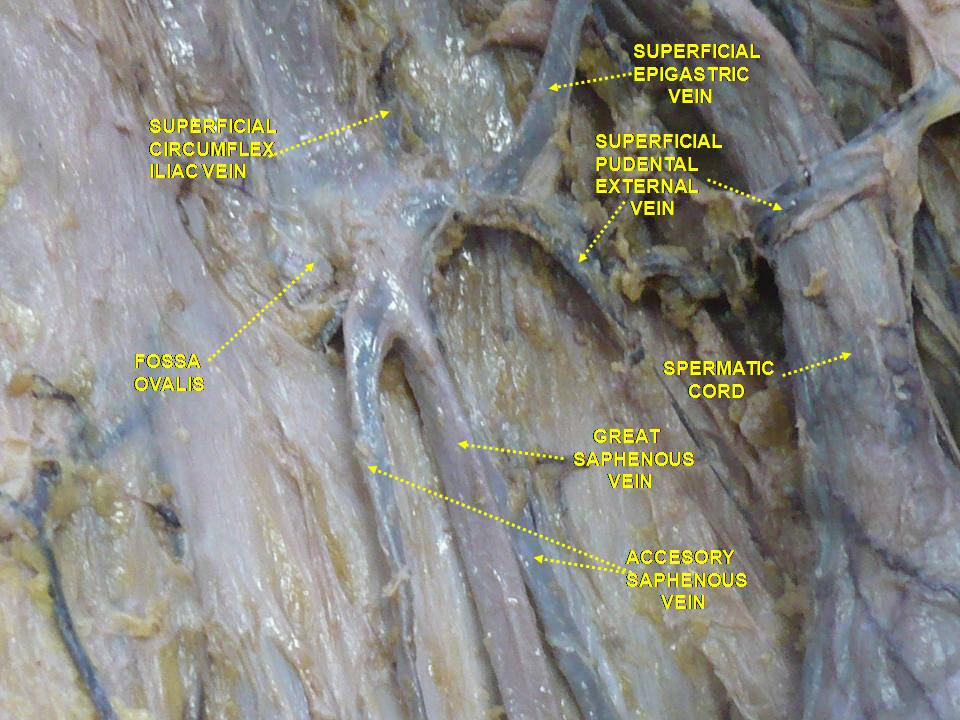
Veines superficielles du membre inférieur Dissection superficielle. Vue antérieure.